# Olešky
Olešky (dříve též Oleška, Voleška či Volešek) je vesnice v okrese Praha-východ, součást obce Radějovice. Nachází se 0,5 km na severovýchod od Radějovic. Vesnicí protéká potok Botič. Je zde evidováno 91 adres.

## Pamětihodnosti
Farní kostel Narození Panny Marie je románský tribunový kostel, postavený pravděpodobně již v 1. polovině 13. století. První písemná zmínka pochází z roku 1386. Kostel byl nejprve goticky a později barokně upraven.
Z architektonického pohledu se jedná se o jednolodní kostel s obdélníkovým presbytářem se sakristií a hranolovou věží v západním průčelí. Presbytář je sklenutý křížovou klenbou s hřebínky. Loď kostela má plochý strop, na severní, jižní a západní straně se nacházejí gotické nástěnné malby z 2. poloviny 14. století.

## Další fotografie

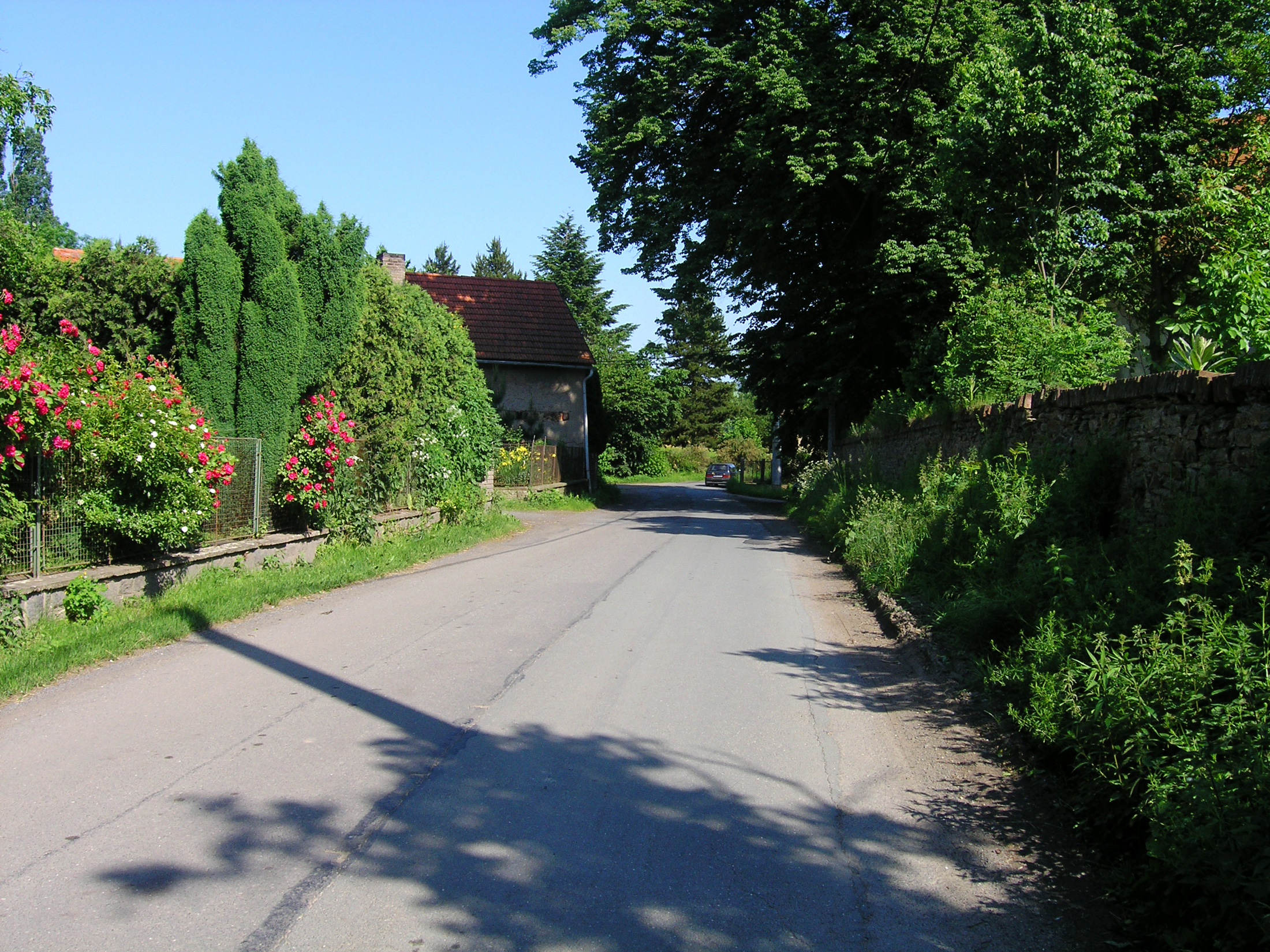
Cesta ke Křížkovému Újezdci
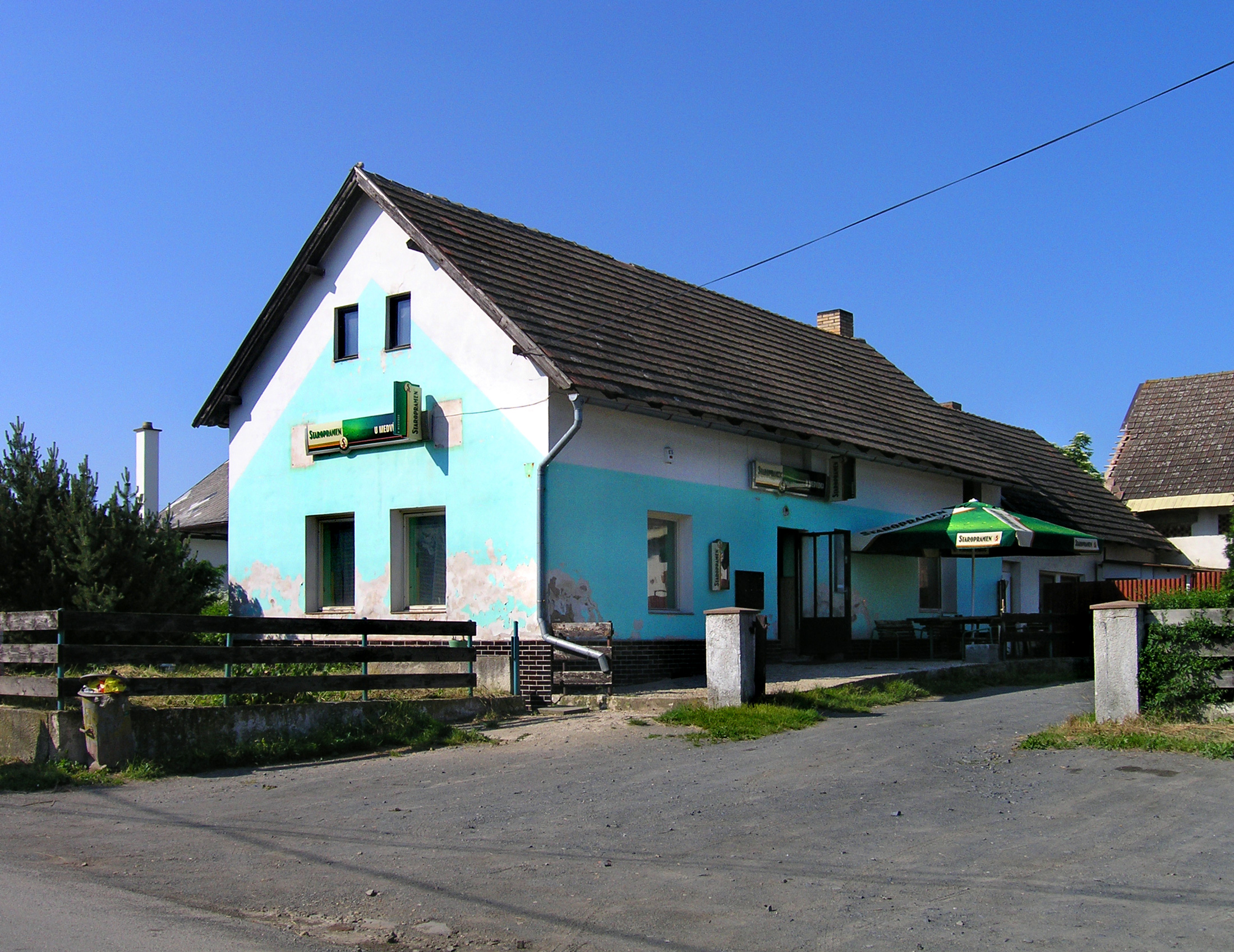
Hospoda